# 芒特霍普 (新澤西州)
芒特霍普（英語：Mount Hope）是位於美國新澤西州摩里斯縣的普查規定居民點。

## 人口
根據2020年美國人口普查的數據，芒特霍普的面積為5.97平方千米，當中陸地面積為5.69平方千米，而水域面積為0.28平方千米。當地共有人口2930人，而人口密度為每平方千米490.79人。